# Jeff Carter
Jeffrey J. "Jeff" Carter, född 1 januari 1985 i London, Ontario, är en kanadensisk före detta professionell ishockeyspelare som sist spelade för NHL-laget Pittsburgh Penguins.
Han spelade tidigare på NHL-nivå Los Angeles Kings, Columbus Blue Jackets och Philadelphia Flyers och på lägre nivåer för Philadelphia Phantoms i American Hockey League och Sault Ste. Marie Greyhounds i Ontario Hockey League.
Carter draftades av Philadelphia Flyers som 11:e spelare totalt i 2003 års NHL-draft. Säsongen 2005–06, vid 20 års ålder, debuterade Carter i NHL för Flyers och gjorde under säsongen 23 mål och 19 assist på 81 grundseriematcher. Carter var ofta center i en "ungdomskedja" med Mike Richards och R. J. Umberger. Hans andra säsong blev dock avsevärt tyngre; Flyers hade en katastrofal säsong med en sistaplats i hela NHL, och Carters poängproduktion minskade till 37 poäng. Men säsongen 2008–09 så skulle hans poängproduktion komma att öka avsevärt då han gjorde sammanlagt 46 mål och 84 poäng på 82 spelade matcher, vilket gav honom en 12:e plats i NHL:s totala poängliga. 2012 och 2014 vann han Stanley Cup med Los Angeles Kings.

## Statistik
GOHL = Greater Ontario Hockey League

### Klubbkarriär
| 2000–01    | Strathroy Rockets           | GOHL       | 49  | 27  | 20  | 47  | 10  | —   | —  | —  | —  | —  |
| 2001–02    | Sault Ste. Marie Greyhounds | OHL        | 63  | 18  | 17  | 35  | 12  | 4   | 0  | 0  | 0  | 2  |
| 2002–03    | Sault Ste. Marie Greyhounds | OHL        | 61  | 35  | 36  | 71  | 55  | 4   | 0  | 2  | 2  | 2  |
| 2003–04    | Sault Ste. Marie Greyhounds | OHL        | 57  | 36  | 30  | 66  | 26  | —   | —  | —  | —  | —  |
| 2003–04    | Philadelphia Phantoms       | AHL        | —   | —   | —   | —   | —   | 12  | 4  | 1  | 5  | 0  |
| 2004–05    | Sault Ste. Marie Greyhounds | OHL        | 55  | 34  | 40  | 74  | 40  | 7   | 5  | 5  | 10 | 6  |
| 2004–05    | Philadelphia Phantoms       | AHL        | 3   | 0   | 1   | 1   | 4   | 21  | 12 | 11 | 23 | 12 |
| 2005–06    | Philadelphia Flyers         | NHL        | 81  | 23  | 19  | 42  | 40  | 6   | 0  | 0  | 0  | 10 |
| 2006–07    | Philadelphia Flyers         | NHL        | 62  | 14  | 23  | 37  | 48  | —   | —  | —  | —  | —  |
| 2007–08    | Philadelphia Flyers         | NHL        | 82  | 29  | 24  | 53  | 55  | 17  | 6  | 5  | 11 | 12 |
| 2008–09    | Philadelphia Flyers         | NHL        | 82  | 46  | 38  | 84  | 68  | 6   | 1  | 0  | 1  | 8  |
| 2009–10    | Philadelphia Flyers         | NHL        | 74  | 33  | 28  | 61  | 38  | 12  | 5  | 2  | 7  | 2  |
| 2010–11    | Philadelphia Flyers         | NHL        | 80  | 36  | 30  | 66  | 39  | 6   | 1  | 1  | 2  | 2  |
| 2011–12    | Columbus Blue Jackets       | NHL        | 34  | 15  | 10  | 25  | 14  | 6   | 1  | 1  | 2  | 2  |
| 2011–12    | Los Angeles Kings           | NHL        | 16  | 6   | 3   | 9   | 2   | 20  | 8  | 5  | 13 | 4  |
| 2012–13    | Los Angeles Kings           | NHL        | 48  | 26  | 7   | 33  | 16  | 18  | 6  | 7  | 13 | 14 |
| 2013–14    | Los Angeles Kings           | NHL        | 72  | 27  | 23  | 50  | 44  | 26  | 10 | 15 | 25 | 4  |
| 2014–15    | Los Angeles Kings           | NHL        | 82  | 28  | 34  | 62  | 28  | —   | —  | —  | —  | —  |
| 2015–16    | Los Angeles Kings           | NHL        | 77  | 24  | 38  | 62  | 20  | 5   | 2  | 0  | 2  | 4  |
| NHL totalt | NHL totalt                  | NHL totalt | 795 | 307 | 277 | 584 | 412 | 116 | 39 | 35 | 74 | 60 |

### Internationellt
| År            | Lag           | Turnering     |    | Matcher | Mål | Assist | Poäng | Utv |
| ------------- | ------------- | ------------- | -- | ------- | --- | ------ | ----- | --- |
| 2004          | Kanada        | JVM           | 6  | 5       | 2   | 7      | 2     |     |
| 2005          | Kanada        | JVM           | 6  | 7       | 3   | 10     | 6     |     |
| 2006          | Kanada        | VM            | 9  | 4       | 2   | 6      | 2     |     |
| 2014          | Kanada        | OS            | 6  | 3       | 2   | 5      | 2     |     |
| Junior totalt | Junior totalt | Junior totalt | 12 | 12      | 5   | 17     | 8     |     |
| Senior totalt | Senior totalt | Senior totalt | 15 | 7       | 4   | 11     | 4     |     |